# Saint-Hilaire (Essonne)
Saint-Hilaire je obec v jihozápadní části metropolitní oblasti Paříže ve Francii v departmentu Essonne a regionu Île-de-France. Od centra Paříže je vzdálena 51 km.

## Sousední obce
Sousední obce: Boutervilliers, Étampes a Chalo-Saint-Mars.

## Vývoj počtu obyvatel
Počet obyvatel

## Osobnosti obce
- Michel Leiris, spisovatel a etnolog, v Saint-Hilaire zemřel